# Mission d'intérêt général
Pour les articles homonymes, voir MIG.
Une mission d'intérêt général (MIG) peut être accomplie par une entreprise privée ou par une association, ce qui lui donne droit à une aide de l'état, dans un cadre juridique fixant des critères précis pour évaluer la réalité de cette mission et son bon accomplissement, au même titre que par certaines entreprises publiques.
La jurisprudence de la Cour de justice des communautés européennes, via l'Arrêt Altmark, a précisé dans le détail la valeur juridique des missions d'intérêt général, désormais reconnues sous l'acronyme MIG.
Le 24 juillet 2003, le célèbre Arrêt Altmark a autorisé le financement partiel, sur fonds public, d'associations ou d'entreprises privées, Altmark étant une société privée de transport, à condition de respecter quatre critères, dont l'accomplissement d'une mission d'intérêt général. Les écoles privées sous contrat figurent parmi les bénéficiaires de cette jurisprudence.
La Commission européenne a de son côté statué dans son livre vert du 21 mai 2003, sur les missions d'intérêt général. Ce livre vert déclare que « la réalité des services d'intérêt général dans l'Union européenne » recouvre « des organisations variant selon les traditions historiques, géographiques et culturelles ».
Les services d'intérêt économique général sont cités dans l'article 14 TFUE (ex article 16 TCE) qui confie à la Communauté et aux États membres la tâche de veiller à ce que leurs politiques permettent aux services d'intérêt économique général de remplir leurs missions, l'article 106§2 TFUE (ex article 86§2 TCE ), qui reconnaît le droit aux États membres à imposer des obligations spécifiques de service public aux opérateurs économiques et dans l'article 36 de la Charte des droits fondamentaux de l'Union européenne.
En France, la loi de modernisation de l'économie de novembre 2008 complète les dispositifs existants avec la création de fonds de dotation, en vue de la réalisation d’une mission d’intérêt général.